# Hieracium listrophyllum
Hieracium listrophyllum es una especie de planta con flor del género Hieracium, de la familia Asteraceae, orden Asterales.

## Distribución
Hieracium listrophyllum se distribuye por Noruega.

## Taxonomía
Fue descrita científicamente por Elfstr. ex Omang.